# Valdimar Jóhannsson
Valdimar Jóhannsson (nascut el 28 d'abril de 1978) és un director de cinema i guionista islandès
Valdimar va néixer al nord d'Islàndia l'any 1978. Ha treballat en diversos treballs de realització de pel·lícules, com ara la presa, la il·luminació, director de fotografia i tècnic d'efectes en projectes com Rogue One, The Secret Life of Walter Mitty, LazyTown - Vilamandra, Amundsen,  Game of Thrones, i Prometheus. L'any 2003 va fer el seu primer curtmetratge titulat Pjakkur. Va presentar el seu curtmetratge Dolor el 2008 al Festival Internacional de Cinema de Reykjavík. Del 2013 al 2015 va participar en el programa de doctorat a la Fàbrica de Cinema de Béla Tarr a Sarajevo.
El primer llargmetratge de Valdimar va ser Lamb (2021), que va dirigir i escriure. Lamb va escombrar el tauler dels Premis Edda del 2022, guanyant 12 títols, incloses millor pel·lícula i millor guió per a Valdimar. Lamb també va guanyar el premi Un Certain Regard per la seva originalitat al Festival Internacional de Cinema de Canes, el Premi de Cinema del Consell Nòrdic, i fou entrada islandesa a l'Oscar a la millor pel·lícula de parla no anglesa.
Valdimar viu a Reykjavík amb la seva dona i les seves filles.

## Filmografia
Com a director:
- Pjakkur (curt de 2003)
- Dolor (Harmsaga) (curt de 2008)[16]
- Dawn (Dögun) (curt de 2012)[17]
- Lamb (Dýrið) (2021)[15]
- Circus Maximus (2023) (segments)